# Filosofem
Filosofem (în limba română s-ar putea traduce în Teoremă filozofică) este cel de-al patrulea album realizat de către Burzum. A fost înregistrat în martie 1993 și lansat în ianuarie 1996; este ultimul album înregistrat înainte de încarcerarea lui Varg Vikernes.
Coperta este pictura Op under Fjeldet toner en Lur (1900) realizată de pictorul norvegian, Theodor Kittelsen.
Melodia "Burzum" a fost prima melodie realizată de Varg Vikernes sub titulatura Burzum. Inițial trebuia să apară pe precedentul album, Hvis lyset tar oss, dar Vikernes nu a fost mulțumit și a înregistrat-o din nou pentru acest album șase luni mai târziu. "Burzum" (cu titlul "Dunkelheit") a beneficiat și de un videoclip care a fost difuzat inclusiv pe VH1; este primul și, până în prezent, unicul videoclip realizat de către Burzum.
O variantă scurtată a piesei "Rundtgåing Av Den Transcendentale Egenhetens Støtte" a apărut pe coloana sonoră a filmului Gummo.
Revista Terrorizer a clasat Filosofem pe locul 5 în clasamentul "Cele mai bune 40 de albume black metal". Aceeași revistă a clasat albumul pe locul 30 în clasamentul "Cele mai bune 30 de albume ale anului 1996".

## Lista pieselor
1. "Burzum" - 07:05
2. "Jesu død" (Moartea lui Isus) - 08:39
3. "Beholding The Daughters Of The Firmament" - 07:53
4. "Decrepitude I" - 07:53
5. "Rundtgåing av den transcendentale egenhetens støtte" (Tur în jurul coloanelor transcendentale ale singularității) - 25:11
6. "Decrepitude II" - 07:53

## Personal
- Varg Vikernes - Vocal, toate instrumentele

## Trivia
Titlurile originale ale pieselor sunt cele menționate mai sus, dar versiunea în limba germană e mai cunoscută:
1. "Dunkelheit"
2. "Jesus' Tod"
3. "Erblicket Die Töchter Des Firmaments"
4. "Gebrechlichkeit I"
5. "Rundgang Um Die Transzendentale Säule Der Singularität"
6. "Gebrechlichkeit II"